# 辛巴里奥
辛巴里奥（義大利語：Simbario），是意大利维博瓦伦蒂亚省的一个市镇。总面积19平方公里，人口1017人，人口密度53.5人/平方公里（2009年）。